# 辛景
辛景（?—?），东晋官员。
402年，变民首领孙恩又来进犯临海郡，临海太守辛景把孙恩打得大败，孙恩所抢掠的三吴地区的男女百姓，在战乱中全部被杀死。临海太守辛景击孙恩，将他斩杀。李暠与辛景、辛恭靖友善，辛景等归东晋，在江南遇害，李暠听说后悼念。